# أنا القدس (مسلسل)
أنا القدس مسلسل تلفزيوني من إنتاج مشترك سوري مصري يرصد مأساة الشعب الفلسطيني في مدينة القدس. المسلسل من تأليف باسل الخطيب وشقيقه تليد الخطيب وإدارة باسل الخطيب وبطولة نخبة من ممثلي سوريا ولبنان ومصر والأردن والعراق أبرزهم عابد فهد، كاريس بشار، صبا مبارك، فاروق الفيشاوي عرض المسلسل في عدة قنوات منها التلفزيون السوري و التلفزيون الجزائري و التلفزيون الليبي وقناة المنار و غيرها.

## موجز القصة
يرصد العمل فترة زمنية حاسمة جداً في تاريخ القدس بدأت منذ عام 1917 مع بداية احتلال المدينة من قبل الجيش البريطاني في أواخر الحرب العالمية الأولى وبداية الانتداب البريطاني على فلسطين وصولاً لعام 1965.
يتحدث العمل عن مدينة القدس في تلك الفترة بكل ما يتعلق بجوانبها النضالية والأدبية والسياسية والاجتماعية من خلال خط درامي يواكب ظهور شخصيات بارزة في تاريخ فلسطين الحديث.

## أبطال العمل
- عابد فهد
- كاريس بشار
- صبا مبارك
- فاروق الفيشاوي
- نضال نجم
- منذر رياحنة
- عمرو محمود ياسين
- عبير صبري
- صباح جزائري
- طلحت حمدي
- سعيد صالح
- تاج حيدر
- مازن الناطور
- نجلاء الخمري.

## معلومات عن المسلسل
- قام بتأليف موسيقى تصويرية للمسلسل رضوان نصري
- قام بغناء شارة المسلسل المطربة السورية أصالة
- كلمات الشارة للشاعر الفلسطيني يوسف الخطيب